# Норвежский университет естественных и технических наук
Норвежский университет естественных и технических наук (норв. Norges teknisk-naturvitenskapelige universitet, NTNU; англ. Norwegian University of Science and Technology — Норвежский университет естественных наук и технологии) — крупнейший университет Норвегии. Расположен в Тронхейме, с отдельными кампусами в Йёвике и Олесунне. Университет является главным центром технического и инженерного образования в стране, однако он предоставляет образование и в других областях. Образован в 1996 году путём слияния Норвежской высшей технической школы (основана в 1910 году), Коллегии наук и искусств, Музея естественной истории и археологии, Медицинского факультета и Тронхеймской музыкальной консерватории. С 1968 по 1966 год первые три учреждения входили в состав федеративного Тронхеймского университета.
NTNU расположен в нескольких кампусах в разных районах города Тронхейм. Крупнейшие из них — Глёсхауген (инженерные и технические науки) и Драгволл (гуманитарные и общественные науки); кроме того, имеются кампусы Тихольт (морская техника), Ойя (медицина), Калшиннет (археология), Мидтбюэн (консерватория) и Недре-Эльвехавн (академия искусств).
Университет делится на восемь факультетов:
- Архитектуры и дизайна
- Инженерный
- Гуманитарный
- Естественных наук
- Факультет информационных технологий и электротехники
- Медицинский
- Общественных и педагогических наук
- Экономики

Кроме того, университету подчинены Музей естественной истории и археологии и университетская библиотека.

## Известные выпускники и сотрудники
- Ларс Онсагер, лауреат Нобелевской премии по химии 1968 года
- Айвар Джайевер, лауреат Нобелевской премии по физике 1973 года
- Эрнст Орвиль, писатель, поэт и драматург
- Эдвард Мозер, лауреат Нобелевской премии по физиологии и медицине 2014 года
- Мей-Бритт Мозер, лауреат Нобелевской премии по физиологии и медицине 2014 года